# آمونیوم بی‌کربنات
آمونیوم بی‌کربنات (به انگلیسی: Ammonium bicarbonate) با فرمول شیمیایی NH۴HCO۳ یک ترکیب شیمیایی است. که جرم مولی آن 79.056 g/mol می‌باشد.